# FM桐生
株式会社FM桐生（エフエムきりゅう）は、群馬県桐生市の一部地域を放送対象地域として超短波放送（FM放送）を営む特定地上基幹放送事業者である。

## 概要
2007年（平成19年）開局。
群馬県内ではラジオ高崎・沼田エフエム放送・おおたコミュニティ放送・エフエム玉村に次ぐ5番目の開局。
出資比率から桐生ガスと自動車部品製造業のミツバがマスメディア集中排除原則における支配関係にある。
本社・演奏所（スタジオ）は桐生市仲町の桐生ガスプラザの3階にある。2017年（平成29年）に1階のショールームの一部を改装しサテライトスタジオ「ミツバふれあいスタジオ」（現・RSわくわくスタジオ）を設置した。
以前より同じ場所で臨時の公開放送を行うことはあった。
送信所は次の通り。
| 送信所                                                                             | 空中線電力 | 所在地       |
| ---------------------------------------------------------------------------------- | ---------- | ------------ |
| 親局                                                                               | 20W        | 桐生市仲町   |
| 新里中継局                                                                         | 2W         | 桐生市新里町 |
| - 親局の呼出符号はJOZZ3BN-FM、呼出名称はきりゅうエフエム - 周波数は、すべて77.7MHz |            |              |

インターネット配信はFM++による。
可聴エリアを桐生市・みどり市・前橋市・太田市・伊勢崎市の各一部、可聴エリア内人口は約20万人と称している。
多くの番組が自主制作番組で平日・土曜は終夜放送であるが、深夜早朝の時間帯は前日番組を再放送する。日曜日午後11時から月曜日午前7時までは放送休止。
桐生市とは災害時の緊急放送およびJアラートに関する協定を締結している。
桐生市のほか、同じ前橋都市圏のみどり市の情報番組も放送する。

## 沿革
- 2007年（平成19年）
  - 1月24日 - 株式会社FM桐生設立[5]。
  - 4月16日 - 放送局（現・特定地上基幹放送局）の予備免許を取得[6]。放送区域は桐生市の一部地域。
  - 6月25日 - 放送局の免許取得[7][8]。
  - 7月1日 - 開局[8]。
  - 11月12日 - 桐生市と「災害緊急情報の放送に関する協定」締結[9]。
- 2012年（平成24年）4月9日 - OPTIMOD FM-5500を導入。
- 2013年（平成25年）
  - 9月30日 - 桐生市と「Jアラート情報の自動起動放送及び市により放送できる災害緊急情報に係る協議」締結[9]。これにより桐生市が防災ラジオ（緊急告知FMラジオ）を起動できることとなる。
  - 12月26日 - 新里中継局の免許取得[10]。
- 2017年（平成29年）
  - 3月4日 - ミツバふれあいスタジオ開設[11]。
  - 7月21日 - FM++によるインターネット配信開始[12]。
- 2020年（令和2年）4月 - ミツバふれあいスタジオを「RSわくわくスタジオ」に改称。

## 主な番組
- おはよう桐生（月曜 - 金曜 7:00-9:00、生放送）
- ランチどきっ!（月曜 - 金曜 12:00-13:56、RSワクワクスタジオから生放送）
- You've got Kiryu!（月曜 - 金曜 17:00-19:00、RSワクワクスタジオから生放送）
- 市民制作番組 ギミアブレイク（月曜 - 金曜 19:06-20:00、生放送）
- さほめるのタイムトラめる！（月曜 15:00-16:00、RSワクワクスタジオから生放送）
- Song of Life〜人生謳歌（火曜 10:00-11:00、生放送）
- MOJO TIME（火曜 14:30-15:00、RSワクワクスタジオから生放送）
- 働くを愉しむ実践者から学ぶ共創型対話ラジオ 「JOB SELECT」（火曜 16:00 - 16:30）
- The Village Voice（火曜 20:00-21:00、生放送）
- Meet to global beats!（火曜 21:00-22:00、生放送）
- 吹奏楽の調べ（水曜 10:00-11:00）
- ゆず湯のほっこり音泉（第1・3・5週水曜 20:00-21:00、生放送）
- どんぐりbomb（第2・4週水曜 20:00-21:00、生放送）
- Spiral Groove（水曜 21:00-22:00）
- One Diary（木曜 15:00-15:30）
- 突然ラジオで（木曜 20:00-21:00、生放送）
- J-RAP★PARADISE!!（木曜 21:00-22:00、生放送）
- えむすぽ！（金曜 14:00-14:30）
- キラキラ☆フライデー（金曜 16:00-17:00、生放送）
- ラジ王子（金曜 19:30-20:00、生放送）
- ロジウラジオ（金曜 20:00-21:00、生放送）
- Groovy Station（土曜 13:00-15:40、RSワクワクスタジオから生放送）
- やまだ楽塾～今夜は耕司中～（土曜 18:00-19:00、他局へネット番組）
- R-LAB（土曜 20:00-21:00）

## 他局番組
- みんなあつまれ!ワクワクサワー（月曜 9:00-10:00、（再放送）土曜 16:00-17:00、VOICE CUE）
- 岡漱一郎の絶対負けない社長の法則（月曜 11:00 - 12:00、FMとおかまち）
- 竹本孝之 Song for TOMORROW（月曜 16:30-17:00、調布FM）
- ロッキンスター（火曜 15:00 - 16:00、かつしかFM）
- Good Day Tomorrow（水曜 10:30-11:00、FM TARO）
- SPACE SHOWER RADIO（水曜 14:30-15:00、FM-JAGA）
- スターダスト・レビューの星になるまで（水曜 15:30-16:00、調布FM）
- ひろこの音部屋（水曜 16:00 - 16:30、FM熱海湯河原）
- ミュージックデリバリー（木曜 9:00 - 10:00、レインボータウンFM）
- 勝手にオールスターズ（木曜 10:00-10:30、FM OZE）
- 牛来美佳！！のいきなしGo!Light!!（木曜 14:30 - 15:00、FM TARO）
- 山田恵範のミュージックライド（木曜　16:00 - 16:29、金 4:00～4:29　再放送、タッキー816制作）
- 渡辺俊美のINTER PLAY（日曜 19:00-20:00、（再放送）金曜 9:00-10:00、FM小田原）
- ケニー大倉のポップンロールコレクション（金曜 10:00-11:00、調布FM）

## パーソナリティー
- 宮坂あつこ
- 坂田道信
- 小保方貴之
- 橋本千恵子
- 広川利子
- 新井梢
- 石原ミチ
- 柄沢正則
- 小林隆子
- きぃこクッキー
- 長山知愛子
- 宮原美絵
- 清水和美
- 由水美智子
- レモンマスター
- 上州つっちー
- どんぐりず
- 石坂亥士

## 防災ラジオ
桐生市は、2013年（平成25年）10月より防災ラジオを各世帯を対象に有償頒布している。FM桐生専用で、他のFM放送、AM放送は受信できない。